# Wonsan
Wŏnsan är en hamnstad och flottbas i Nordkorea. Staden är huvudstad i provinsen Kangwon. Befolkningen uppgick till 363 127 invånare vid folkräkningen 2008, varav 328 467 invånare bodde i själva centralorten.

## Geografi
Wŏnsan ligger vid Japanska havet, bergen Jandoksan och Naphalsan är belägna väster om staden. Mer än 20 små öar ligger strax utanför staden. Två av öarna är Hwangthoön och Ryo. År 2013 tillkännagavs att Wŏnsan skall utvecklas till en plats för rekreation och nöjen sommartid.[källa behövs]

## Historia
Originalnamnet på staden var Wonsanjin och staden öppnades som en hamn för handel år 1880. År 1914 öppnades de två järnvägarna Pyongyang-Wonsan och Shenyang då staden gradvis växte och blev ett östproduktdistrubuerande center. Idag är staden en hamnindustristad och huvudstad i Kangwŏnprovinsen.

## Transport
Wŏnsan är sammankopplat med Pyongyang och andra nordkoreanska städer genom en järnväg och vägar. Staden har även ett militär och civilt flygväsen.

## Utbildning
Staden har flera olika universitet och skolor.
- Songdowonuniversitetet
- Kumganguniversitetet
- Tonghaeuniversitetet
- Wonsans medicinuniversitet
- Wonsans första utbildningsuniversitet
- Ri Su Dokuniversitetet

## Turism
Nordkorea är i praktiken stängt för normal turism. Nära Songdowon ligger en känd badplats för nordkoreaner, där vattnet är ovanligt klart. Det finns gott om tallar i området som har utsetts till nationellt utflyktsmål.
Några kända sceniska ställen nära Wŏnsan är Myongsasimni, Sijungsjön, Chongsokjon och Kumgangberget.

## Industri
Wŏnsan har en vattenproduktsfabrik, varv, kemiska företag och en cementfabrik.